# Рясков Олег Станіславович
Олег Станіславович Рясков (рос. Олег Станиславович Рясков) (31 травня 1961, Москва) — російський кінорежисер, сценарист, продюсер, художник.

## Життєпис
Народився 31 травня 1961 року в Москві в сім'ї інженерів-ядерників. Його дід відомий адвокат Петро Якович Богачов (Анісімов). Прапрадід Анісімов, Костянтин Андрійович генерал-лейтенант, відомий, як герой Діві-Бойну в 1877 році. З дитинства Олег Рясков захоплювався малюванням, музикою, фотографією. Під час навчання в Московському архітектурному інституті почав працювати спочатку кінооператором, а потім і режисером, працював у теледодатку журналу «Огонек», що об'єднав тоді ряд творчих людей (К. Ернст, М. Николаєв, С. Молчанов, У. Отт, С. Купрін та інших).
У 1988 році на фестивалі у Карлових Варах знайомиться з Деррилом Кеннеді, власником однієї зі студій у США, який запрошує його відвідати Америку для стажування. Після повернення з США працює режисером у телекомпанії BID у Влада Лістьєва у програмі «Тема». Потім також як режисер-постановник у телепроєктах «L-клуб» з Л. Ярмольником, «Колесо історії» з Л. Якубовичем, «Ностальжі. Музика усіх поколінь» з В. Тузом. Разом зі співаком Левом Лещенком і продюсером Володимиром Яковлєвим (ТВЦ) здійснює перший музичний кінопроєкт «Військово-польовий романс», відзначений першим призом на МКФ «Вічний вогонь» у Волгограді в 1998 році. У 2000 році ставить дитячий серіал за книгою Е. Успенського «Поради професора Чайникова» (8 серій). Під керівництвом О. Ряскова було створено 30 перших фільмів циклу «Таємниці століття». Одна картина з цього циклу «Смерть поета» номінувалася на телевізійну премію ТЕФІ в 2003 році. З 2005 року О. Рясков цілком присвячує себе кінопроєктам. Перший сезон багатосерійного фільму «Олександрівський сад» — екранізація роману А. В. Пиманова. Одна з найгучніших його кіноробіт — це історико-пригодницький фільм «Слуга государів», який був закуплений і показаний більш ніж в 30 країнах світу і номінований на премію MTV. Навесні 2011 року Олег Рясков закінчив історичний проєкт на замовлення ВГТРК «Записки експедитора Таємної канцелярії». Після цього приступив до роботи над фільмом «Король Мадагаскару». У фільмі візьмуть участь зірки світового кіно. Зйомки плануються на 2017—2018 роки.

## Кар'єра
- 1988 р. оператор INTERVIDEO
- 1990 р. оператор і режисер відеододатку до журналу «Огонек» (під проводом В. Юмашева)
- 1992—1998 р. генеральний директор BETA FILM TV(CIS)
- У 1999—2001 рр. входить до керівництва телеканалу «Столиця» як головний режисер і креативний директор.
- З 2001 р. головний режисер Ранкового каналу «День за днем» на МНВК ТВ6,
- У 2002 р. головний режисер телекомпанії «Останкіно»,
- C 2002—2005 рр. виконавчий продюсер та головний режисер циклу документальних фільмів «Таємниці століття».
- C 2006—2008 рр. президент компанії BFT Entertainment
- З 2008 р. генеральний продюсер кінокомпанії BFT MOVIE
- З 2014 р. генеральний директор кінокомпанії BFT MOVIE

## Фільмографія
| Рік  |   | Назва                                                                                 | Роль                                         |    |
| ---- | - | ------------------------------------------------------------------------------------- | -------------------------------------------- | -- |
| 1990 | ф | Хор(телефільм)                                                                        | режисер                                      | ру |
| 1992 | ф | Спас (телефільм)                                                                      | режисер                                      | ру |
| 1995 | ф | 12 з половиною крісел (телесеріал 20 серій)                                           | режисер ,автор сценарію, продюсер            | ру |
| 1997 | ф | Військово-польовий романс (телефільм 2 серії)                                         | режисер,автор сценарію, монтажер             | ру |
| 2002 | ф | Поради Професора Чайникова (телесеріал 12 серій)                                      | режисер, креативний продюсер                 | ру |
| 2002 | ф | Таємниці століття(Документальний телесеріал 30 серій)                                 | режисер, автор сценарію, виконавчий продюсер | ру |
| 2005 | ф | Олександрівський сад (телесеріал) (12 серій)                                          | режисер, монтажер                            | ру |
| 2006 | ф | Юрій Гагарін. Останні 24 години                                                       | виконавчий продюсер                          | ру |
| 2007 | ф | Слуга государевий (художній фільм)                                                    | режисер, автор сценарію, монтажер, продюсер  | ру |
| 2008 | ф | Пригоди Аліси. Бранці трьох планет                                                    | автор сценарію                               | ру |
| 2010 | ф | Записки експедитора Таємної канцелярії 1 сезон(багатосерійний художній фільм 8 серій) | режисер, автор сценарію, монтажер, продюсер  | ру |
| 2011 | ф | Записки експедитора Таємної канцелярії 2 сезон(багатосерійний художній фільм 8 серій) | режисер, автор сценарію, монтажер, продюсер  | ру |
| 2016 | ф | Я і мій демон (художній фільм)(у виробництві)                                         | режисер, автор сценарію, монтажер            | ру |
| 2017 | ф | Фактор випадковості (багатосерійний художній фільм 8 серій)                           | автор сценарію                               | ру |
| 2018 | ф | Король Мадагаскару (художній фільм)(у виробництві)                                    | режисер, автор сценарію, монтажер            | ру |
| 2018 | ф | Чорне озеро (художній фільм)(у виробництві)                                           | автор сценарію                               | ру |

## Сім'я
- Дружина Юлія ради лабутіна працювала на всіх проєктах чоловіка художником з костюмів.
- Дочка Наталія Ряскова (1996)знімалася в декількох фільмах батька в епізодичних ролях. Після закінчення Художньо-Театрального коледжу працювала художником по гриму у Великому театрі.

В даний час художник з тату-реалізму.
- Син Євген Рясков (1986), закінчив факультет іноземних мов при Російської академії освіти, фрілансер.